# Pelecanoides urinatrix

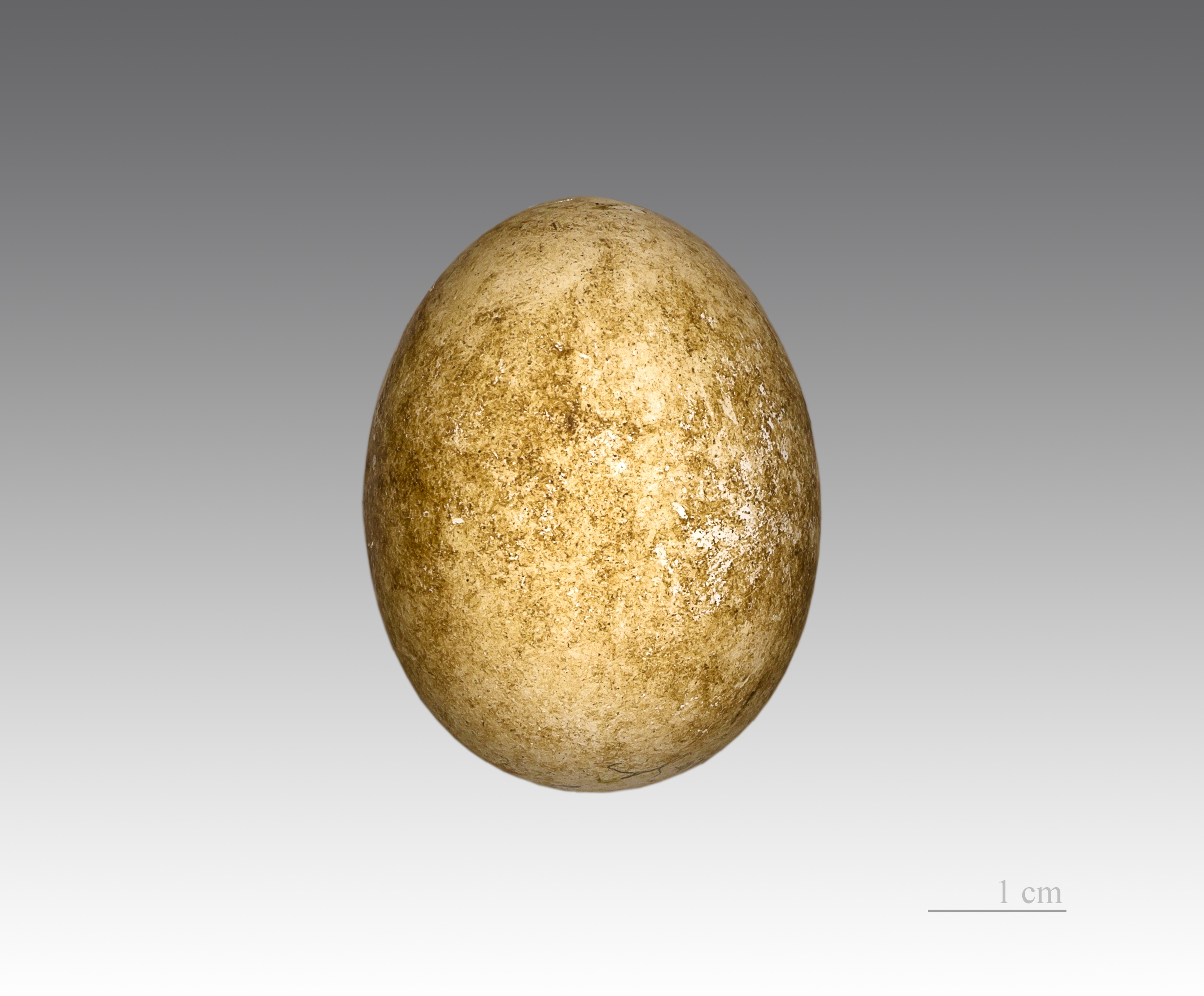
Huevo de Pelecanoides urinatrix

El potoyunco común, potoyunco malvinero o yunco de los canales (Pelecanoides urinatrix) es una especie ave procelariforme de la familia Pelecanoides que vive en los océanos del hemisferio sur. Puede encontrarse en Sudáfrica y de las islas del océano Índico del sur y alrededor de Nueva Zelanda.

## Subespecies
Existen siete subespecies del potoyunco malvinero, que son:

- Pelecanoides urinatrix berard
- Pelecanoides urinatrix chathamensis
- Pelecanoides urinatrix coppingeri
- Pelecanoides urinatrix dacunhae
- Pelecanoides urinatrix elizabethae
- Pelecanoides urinatrix exsul
- Pelecanoides urinatrix urinatrix